# 烟宝地水库
烟宝地水库是中国湖北省黄冈市红安县境内的一座水库，位于倒水支流盐店河上，建于1965年。水库正常库容为3100万立方米，集雨面积为61平方千米，海拔为114.4米。